# (26614) 2000 GD4
2000 جي دي 4 (ويعرف أيضًا باسم (26614) 2000 جي دي 4 وفق تسمية الكوكب الصغير) (بالإنجليزية: 2000 GD4)‏ هو كويكب ضمن حزام الكويكبات؛ وترتيبه 26614 من حيث الاكتشاف.
اكتُشف هذا الجُرم الفلكي بواسطة Charles W. Juels ‏ في 5 أبريل 2000.

## وصلات خارجية
- (26614) 2000 GD4 في قاعدة بيانات مختبر الدفع النفاث لأجرام النظام الشمسي الصغيرة

- الاكتشاف · مخطط المدار ·  العناصر المدارية · المعلمات المادية

- (26614) 2000 GD4 على موقع ويكي سكاي: DSS2, SDSS, GALEX, IRAS, Hydrogen α, X-Ray, Astrophoto, Sky Map, Articles and images